# Присутність (фільм, 2010)
«Присутність» (англ. The Presence) — кінофільм режисера Тома Провоста, що вийшов на екрани в 2010 році.

## Зміст
Головна героїня вирушає у спокійне місце, щоб побути наодинці зі своїми думками. Та очікуванням не судилося здійснитися. Жінка незабаром розуміє, що у її притулку відчувається присутність чогось дуже злого і жорстокого. На допомогу їй приходить товариш, однак потойбічне зло тільки підсилює свій натиск…

## Ролі
| Актор        | Роль |
| ------------ | ---- |
| Міра Сорвіно | -    |
| Шейн Вест    | -    |
| Джастін Кірк | -    |
| Тоні Карран  | -    |
| Мьюз Вотсон  | -    |
| Добі Опарей  | -    |

## Знімальна група
- Режисер — Том Провост
- Сценарист — Том Провост
- Продюсер — Брендон Блейк. Том Провост. Том Райс
- Композитор — Конрад Поуп